# Mauria ferruginea
Mauria ferruginea là một loài thực vật có hoa trong họ Đào lộn hột. Loài này được Tul. mô tả khoa học đầu tiên năm 1846.